# Lena Papadakis
Lena Papadakis (Berlino, 23 agosto 1998) è una tennista tedesca.
Conosciuta fino al 2020 come Lena Rüffer, il 4 settembre 2020 Lena è convolata a nozze con il suo compagno Christopher Papadakis, assumendone quindi il cognome.

## Carriera
Lena Papadakis ha vinto 2 titoli in singolare e 9 titoli in doppio nel circuito ITF in carriera. Il 9 gennaio 2023 ha raggiunto il best ranking mondiale nel singolare, nr 250; il 2 luglio 2018 ha raggiunto il miglior piazzamento mondiale nel doppio, nr 283.
Si è fatta conoscere dagli appassionati al Libema Open 2023, dove, da numero 348 del mondo, ha prima superato le qualificazioni battendo Coco Vandeweghe e Taylah Preston, e poi dato vita a un'incredibile battaglia contro Liudmila Samsonova, avversaria che la precedeva di 333 posizioni nella classifica WTA, nonché una delle migliori giocatrici del mondo sui campi in erba. La partita si è conclusa col punteggio di 7-5 6-7(5) 7-6(3) in favore della russa, dopo ben 3 ore e 43 minuti dal primo punto giocato, diventando una delle partite su erba più lunghe nella storia del tennis femminile.

## Statistiche ITF

### Singolare

#### Vittorie (2)
| Torneo $100.000 (0) |
| Torneo $80.000 (0)  |
| Torneo $75.000 (0)  |
| Torneo $60.000 (0)  |
| Torneo $50.000 (0)  |
| Torneo $40.000 (0)  |
| Torneo $25.000 (1)  |
| Torneo $15.000 (1)  |
| Torneo $10.000 (0)  |

| N. | Data            | Torneo                                 | Superficie  | Avversaria in finale | Score       |
| 1. | 23 maggio 2021  | Lyttos Beach ITF World Tour, Heraklion | Terra rossa | Melanie Klaffner     | 6-3, 6-3    |
| 2. | 16 gennaio 2022 | Women's Blumenau-Gaspar, Gaspar        | Terra rossa | Pia Lovrič           | 6-1, 7-6(6) |

#### Sconfitte (4)
| Torneo $100.000 (0) |
| Torneo $80.000 (0)  |
| Torneo $75.000 (0)  |
| Torneo $60.000 (0)  |
| Torneo $50.000 (0)  |
| Torneo $40.000 (0)  |
| Torneo $25.000 (3)  |
| Torneo $15.000 (1)  |
| Torneo $10.000 (0)  |

| N. | Data              | Torneo                                           | Superficie      | Avversaria in finale | Score         |
| 1. | 17 febbraio 2018  | Internazionali di Bergamo Trofeo Perrel, Bergamo | Terra rossa (i) | Martina Colmegna     | 2–6, 1–6      |
| 2. | 5 giugno 2022     | Carinthian Ladies Lakes Trophy, Annenheim        | Terra rossa     | Laura Siegemund      | 3-6, 2-6      |
| 3. | 11 settembre 2022 | Prestige Tennis Cup, Frýdek-Místek               | Cemento         | Julie Štruplová      | 3-6, 6-2, 4-6 |
| 4. | 23 dicembre 2023  | Nairobi Women's, Nairobi                         | Terra rossa     | Angella Okutoyi      | 3-6, 6-1, 1-6 |

### Doppio

#### Vittorie (9)
| Torneo $100.000 (0) |
| Torneo $80.000 (0)  |
| Torneo $75.000 (0)  |
| Torneo $60.000 (2)  |
| Torneo $50.000 (0)  |
| Torneo $40.000 (2)  |
| Torneo $25.000 (3)  |
| Torneo $15.000 (1)  |
| Torneo $10.000 (1)  |

| N. | Data             | Torneo                                     | Superficie    | Compagna         | Avversarie in finale                      | Score               |
| 1. | 30 ottobre 2015  | Büschl Open, Ismaning                      | Sintetico (i) | Anna Zaja        | Michaela Boev Hristina Dishkova           | 5–7, 7–6(3), [10–3] |
| 2. | 2 dicembre 2017  | Milovice Throphy, Milovice                 | Cemento (i)   | Jana Jablonovská | Maryna Kolb Nadiya Kolb                   | 6-1, 6-3            |
| 3. | 4 giugno 2022    | Carinthian Ladies Lakes Trophy, Annenheim  | Terra rossa   | Jessie Aney      | Martha Matoula Arina Vasilescu            | 1-6, 6-3, [11-9]    |
| 4. | 3 settembre 2022 | Ladies Open Vienna, Vienna                 | Terra rossa   | Anna Sisková     | Živa Falkner Amarissa Kiara Tóth          | 7-6(8), 6-4         |
| 5. | 4 novembre 2023  | Topspin Energy Cup, Solarino               | Sintetico     | Jessie Aney      | Giorgia Pedone Lisa Pigato                | 6-3, 3-6, [10-6]    |
| 6. | 3 febbraio 2024  | Indore ITF World Tennis Tournament, Indore | Cemento       | Jessie Aney      | Saki Imamura Mana Kawamura                | 2-6, 6-0, [10-7]    |
| 7. | 1º marzo 2024    | Engie Open Mâcon, Mâcon                    | Cemento (i)   | Silvia Ambrosio  | Madeleine Brooks Isabelle Haverlag        | 5-7, 7-5, [10-7]    |
| 8. | 20 aprile 2024   | Axion Open, Chiasso                        | Terra rossa   | Emily Appleton   | Despoina Papamichaīl Simona Waltert       | 4-6, 6-4, [10-6]    |
| 9. | 25 maggio 2024   | Città di Grado Tennis Cup, Grado           | Terra rossa   | Jessie Aney      | Yvonne Cavallé Reimers Aurora Zantedeschi | 6-4, 7-5            |

#### Sconfitte (9)
| Torneo $100.000 (0) |
| Torneo $80.000 (0)  |
| Torneo $75.000 (0)  |
| Torneo $60.000 (2)  |
| Torneo $50.000 (0)  |
| Torneo $40.000 (0)  |
| Torneo $25.000 (5)  |
| Torneo $15.000 (2)  |
| Torneo $10.000 (0)  |

| N. | Data              | Torneo                                               | Superficie      | Compagna          | Avversarie in finale                   | Punteggio           |
| 1. | 13 agosto 2017    | Hechingen Ladies Open, Hechingen                     | Terra rossa     | Romy Kölzer       | Camilla Rosatello Sofia Šapatava       | 2-6, 4-6            |
| 2. | 2 marzo 2018      | ITF Women's Circuit Palmanova, Palma Nova            | Terra rossa     | Katharina Gerlach | Yukina Saigo Aiko Yoshitomi            | 4–6, 2–6            |
| 3. | 17 marzo 2018     | Forte Village International Tournament, Pula         | Terra rossa     | Katharina Gerlach | Ekaterine Gorgodze Sofia Šapatava      | 4-6, 6(5)-7         |
| 4. | 20 marzo 2021     | Internationaux de Tennis Féminin de Gonesse, Gonesse | Terra rossa (i) | Anna Gabric       | Tina Cvetkovič Zoe Howard              | 7–6(5), 3–6, [5–10] |
| 5. | 17 settembre 2022 | Jablonec nad Nisou Open, Jablonec nad Nisou          | Terra rossa     | Anna Sisková      | Anna Danilina Valerija Strachova       | 5-7, 1-6            |
| 6. | 25 marzo 2023     | Mosquera Women's, Mosquera                           | Terra rossa     | Silvia Ambrosio   | Irina Chromačëva Valerija Strachova    | 7-5, 6(3)-7, [8-10] |
| 7. | 26 maggio 2023    | Carinthian Ladies Lake´s Trophy, Villaco             | Terra rossa     | Jessie Aney       | Jenny Dürst Nika Radišić               | 2-6, 6(4)-7         |
| 8. | 22 dicembre 2023  | Nairobi Women's, Nairobi                             | Terra rossa     | Jessie Aney       | Sada Nahimana Angella Okutoyi          | 4-6, 6-3, [7-10]    |
| 9. | 22 giugno 2024    | Olomouc Open, Olomouc                                | Terra rossa     | Jessie Aney       | Amina Anšba Valentini Grammatikopoulou | 2-6, 4-6            |